# Andreea Ehritt-Vanc
Andreea Ehritt-Vanc (ur. 6 października 1973 w Timișoarze) – rumuńska tenisistka, zwyciężczyni turniejów zawodowych w grze podwójnej.
Andreea jest zawodniczką leworęczną z oburęcznym backhandem. Status profesjonalny posiada od 1992 roku.
We wrześniu 1990 roku po raz pierwszy zagrała w turnieju ITF w Mali Losin, odpadając w pierwszej rundzie. Niecały miesiąc później osiągnęła finał imprezy w Bol-Na-Br. W czerwcu 1991 osiągnęła ćwierćfinał imprezy w Mediolanie, po przejściu kwalifikacji. Pierwszy ITFowski tytuł wygrała we wrześniu 1991 we włoskim mieście Kapua. Karierę przerwała jej kontuzja kolana oraz dwie operacje: w roku 1993 więzadła, a w 1997 chrząstki. Na wiele miesięcy została wykluczona z rywalizacji tenisowej. W roku 1998 bardzo wysokie wyniki w turniejach ITF dały jej awans do czołowej dwusetki rankingu kobiecego. Rok później po raz pierwszy zagrała w imprezie zawodowej w Bol, pokonując Carę Black. Osiągnęła tam finał gry podwójnej w parze z Meghann Shaughnessy.
W roku 2000 święciła triumfy w turniejach ITF. W 2001 osiągnęła kolejny finał gry deblowej w Knokke-Heist. Zakwalifikowała się do turnieju w Bogocie w 2002. Z powodu kolejnej operacji praktycznie nie grała w sezonie 2003. W 2004 wygrała pięć z siedmiu finałów deblowych imprez ITF. W roku 2005 zdobyła pierwsze zawodowe deblowe trofeum w Strasburgu w parze z Rosą Maríą Andrés Rodríguez. W 2006 osiągnęła deblowy półfinał w Warszawie oraz finał w Strasburgu.
W roku 2007 Andreea zaczęła regularniej występować w grze podwójnej, w pojedynczej pojawiła się na kortach jedynie w Dubaju, gdzie odpadła w pierwszej rundzie kwalifikacji. W deblu osiągnęła ćwierćfinały w Hobarcie i Dubaju. W maju wygrała drugi turniej deblowy w karierze w Estoril w parze z Anastasiją Rodionową.

## Wygrane turnieje WTA

### gra podwójna (2)
| Lp | Rok  | Turniej   | Partnerka                   | Finalistki                              | Wynik    |
| 1. | 2005 | Strasburg | Rosa María Andrés Rodríguez | Marta Domachowska / Marlene Weingärtner | 6:3, 6:1 |
| 2. | 2007 | Estoril   | Anastasija Rodionowa        | Lourdes Domínguez / Arantxa Parra       | 6:3, 6:2 |

## Wygrane turnieje rangi ITF
| turnieje z pulą nagród 100 000 $ |
| turnieje z pulą nagród 75 000 $  |
| turnieje z pulą nagród 50 000 $  |
| turnieje z pulą nagród 25 000 $  |
| turnieje z pulą nagród 15 000 $  |
| turnieje z pulą nagród 10 000 $  |

### Gra pojedyncza
|     | Data       | Turniej            | ($)    | Naw.      | Finalistka          | Wynik              |
| 1.  | 16/09/1991 | Kapua              | 10 000 | ziemna    | Eva Haslighuis      | 6:2, 6:4           |
| 2.  | 24/08/1992 | La Spezia          | 10 000 | ziemna    | Laura Lapi          | 6:4, 6:2           |
| 3.  | 31/08/1992 | Marina di Mas      | 10 000 | ziemna    | Květa Peschke       | 6:1, 6:2           |
| 4.  | 23/06/1997 | Mediolan           | 10 000 | trawiasta | Marijana Kovacevic  | 6:2, 6:3           |
| 5.  | 30/06/1997 | Sezze              | 10 000 | ziemna    | Maria Paola Zavagli | 6:4, 0:6, 6:2      |
| 6.  | 08/09/1997 | Fano               | 10 000 | ziemna    | Emanuela Zardo      | 6:3, 7:5           |
| 7.  | 17/08/1998 | Carrabba           | 10 000 | ziemna    | Mireille Dittmann   | 2:6, 6:3, 6:1      |
| 8.  | 14/09/1998 | Reggio di Calabria | 10 000 | ziemna    | Stefanie Haidner    | 7:5, 6:3           |
| 9.  | 09/11/1998 | Suzano             | 10 000 | ziemna    | Laura Dell'Angelo   | 6:4, 6:3           |
| 10. | 02/10/2000 | Fiumicino          | 10 000 | ziemna    | Maret Ani           | 4:1, 4:1, 3:5, 4:1 |
| 11. | 09/04/2001 | Quartu Sant'Elena  | 10 000 | ziemna    | Pavlina Slitrova    | 6:3, 6:3           |
| 12. | 21/05/2001 | Casale             | 10 000 | ziemna    | Raissa Gourevitch   | 6:3, 6:4           |
| 13. | 03/06/2002 | Galatina           | 25 000 | ziemna    | Oksana Karyshkova   | 6:2, 6:2           |